# Station Croy
Station Croy is een station in Schotland, 21 kilometer ten oosten van Glasgow. Het station bedient Croy en Kilsyth en heeft een belangrijke P+R-functie voor reizigers naar het centrum van Glasgow.
Het station is gelegen aan de belangrijkste spoorlijn tussen Edinburgh en Glasgow, de Glasgow to Edinburgh via Falkirk Line. Ongeveer de helft van de treinen tussen station Edinburgh Waverley en station Glasgow Queen Street stopt in Croy. Deze dientst wordt uitgevoerd door ScotRail. Daarnaast stoppen er lokale treinen van de Croy Line (Lenzie-Larbert).
Glasgow Queen Street · Croy · Falkirk High · Polmont · Linlithgow · Edinburgh Park · Haymarket · Edinburgh Waverley